# Félix-Antoine Savard
Félix-Antoine Savard (* 31. August 1896 in Québec; † 24. August 1982 in Québec) war ein kanadischer Schriftsteller, Folklorist und Hochschullehrer.

## Leben
Savard wuchs in Saguenay auf. Er wurde 1922 zum katholischen Priester geweiht und war darauf Vikar in mehreren Gemeinden und war Gründungspfarrer der Gemeinde Saint-Philippe in Clermont. Daneben studierte er griechische und lateinische Autoren der Antike, mittelalterliche und klassische französische Literatur und auch zeitgenössische Autoren wie Frédéric Mistral, Paul Claudel und Paul Valéry. 1937 veröffentlichte er seinen Roman Menaud maître-draveur. Er gilt als sein Hauptwerk, an dem er über dreißig Jahre arbeitete und das in fünf teils erheblich überarbeiteten Auflagen (1938, 1944, 1960 und 1964) erschien.
Ab 1943 unterrichtete Savard an der Universität Laval. Dort war er von 1950 bis 1957 Dekan der Kunstfakultät, unterrichtete Literatur und engagierte sich in der universitären Folkloreforschung. 1945 wurde er Mitglied der Royal Society of Canada, 1954 Mitglied der Académie canadienne-française. Neben dem genannten Roman veröffentlichte er mehrere Gedichtsammlungen, Kurzgeschichten, Parabeln, dramatische Werke und Memoiren.

## Werke
- Menaud maître-draveur, Roman, 1937, 1938, 1944, 1960, 1964
- L'Abatis, Lyrik, 1943
- Le Barachois, Lyrik, 1959
- Le Bouscueil, Lyrik, 1972
- La Minuit Kurzgeschichten, 1948
- Martin et le pauvre, 1959
- La Folle, Versdrama, 1960
- La Dalle-des-morts, Schauspiel, 1965
- Le Bouscueil, 1972
- La Roche Ursule, 1972
- Aux marges du silence, Gedichte, 1975
- Discours, 1975